# Красногор, Татьяна Сергеевна
Татьяна Сергеевна Красногор (род. 9 января 1988 года) — украинская пловчиха по скоростному плаванию в ластах.

## Карьера
Тренировалась в Харькове у Нины Булгаковой. В Киеве тренируется у ЗТУ Яковлева Евгения Александровича и Яковлева Андрея Александровича.
Пятикратная чемпионка мира и двукратная чемпионка Европы, обладательница Кубка мира по марафону.
В 2013 году удостоена почётного звания Заслуженный мастер спорта Украины.
Получила высшее образование в ХГАФК.
Также является действующим тренером в бассейне СК "Кондиционер " в Харькове. Воспитала мастеров спорта и Мастеров спорта международного класса по подводному спорту, чемпионов и призёров Чемпионата мира и Кубка мира среди юниоров в 2016 году.
С 2018 года является тренером по скоростному плаванию в ластах в СК «Акварена».
Тренер сборной команды Украины по скоростному плаванию в ластах.
В 2019 году Татьяна участвовала в заплыве через Босфор.
В 2020 году получила сертификат по дайвингу Scuba Diver в дайвинг-клубе Divers.